# Liste der Wiener Gemeindebauten/Hietzing
Diese Liste zählt die Gemeindebauten im 13. Wiener Gemeindebezirk Hietzing auf.
Es werden nur solche Objekte angeführt, die seit Beginn des sozialen Wohnbaus errichtet wurden. Ältere Häuser, die im Besitz der Stadt Wien sind und in denen ebenfalls Gemeindewohnungen vergeben werden, fehlen daher.
Im zweiten Teil sind die Siedlungen angeführt, die von Wiener Wohnen verwaltet werden. Eine Übersicht über die Siedlungen der 1920er, die aus der von der Stadt Wien unterstützten Siedlerbewegung hervorgegangen sind, gibt es unter Liste der Wiener Wohnsiedlungen der Ersten Republik.

## Bauten
| Name / ID                                                   | Foto |                 | Adresse                              | Baujahr   | Architekt(en)                                                                          | Kunstobjekte | Wohnungen | Anmerkungen |
| ----------------------------------------------------------- | ---- | --------------- | ------------------------------------ | --------- | -------------------------------------------------------------------------------------- | --- | --------- | --- |
| Erich-Deschermaier-Hof 20                                   | 1    | Datei hochladen | Am Rosenberg 1 Standort              | 1962–1964 | Hans Wölfl, Friedrich Fuchs                                                            | Natursteinplastik Liegende Figur von Hans Knesl, Bronzeplastik Faun von Hilde Uray | 134       | Benannt nach Erich Deschermaier (1923–1980), Mitglied der Bezirksvertretung Hietzing                                                                              |
| Nora-Hiltl-Hof 296                                          | 1    | Datei hochladen | Anton-Langer-Gasse 37 Standort       | 1985–1988 | Ernst-Helmar Zwick                                                                     | Computermosaik von Valentin Oman | 14        | Benannt nach Eleonora Hiltl |
| 966                                                         | 1    | Datei hochladen | Anton-Langer-Gasse 39-45 Standort    | 1956–1957 | Karl Hauschka                                                                          | Natursteinrelief Flötenspielender Knabe von Elisabeth Turolt | 34        | |
| Eduard-Popp-Hof 948 HERIS-ID: 48398 Objekt-ID: 51866        | 1    | Datei hochladen | Biraghigasse 38-42 Standort          | 1931–1933 | Viktor Reiter                                                                          | | 148       | Denkmalschutz Benannt nach Eduard Popp (1916–2001), Bezirksvorsteher von Hietzing Identadresse Wolkersbergenstraße 22-24, Josef-Kyrle-Gasse 1-7                   |
| 962                                                         | 1    | Datei hochladen | Bossigasse 18-22 Standort            | 1954–1955 | Edith Lessel                                                                           | Natursteinplastik Elefant von Christa Vogelmayer, Mosaike Vier Jahreszeiten von Ernst Paar (noch zwei erhalten), Mosaik Der Morgen von Richard Exler | 192       | Identadresse Mantlergasse 8-14, Bossigasse 14, Premreinergasse 2-6, Premreinergasse 1-5                                                                           |
| 961                                                         | 1    | Datei hochladen | Dommayergasse 5 Standort             | 1951–1955 | Heinrich Rameder                                                                       | | 5         | |
| 956                                                         | 1    | Datei hochladen | Ebner-Rofenstein-Gasse 2-14 Standort | 1953–1954 | Wilhelm Schütte                                                                        | Sieben Mosaike von Marianne Neugebauer-Iwanska (Ackerwinde, Efeu, Hopfen, Löwenzahn, Hirschkäfer, Kolibri und Schmetterling) | 44        | Identadresse Gobergasse 82, Neukräftengasse 7 |
| 952                                                         | 1    | Datei hochladen | Fasangartengasse 65 Standort         | 1950–1951 | Ernst Otto Hoffmann, Karl Musel                                                        | Majolikarelief Fasanenbaum von Gustav Jekel | 60        | Identadresse Wattmanngasse 106-108, Melchartgasse 31-35, Fasangartengasse 65a                                                                                     |
| 973                                                         | 1    | Datei hochladen | Fasangartengasse 109-115 Standort    | 1963–1964 | Franz Requat, Thomas Reinthaller, Wilhelm (Willi) Gehrke                               | Bronzeplastik Giraffengruppe von Herbert Schwarz, Sgraffitowandbilder Ornamentale Darstellungen von Heinrich Tahedl | 135       | Identadresse Klimtgasse 10a, Klimtgasse 8-12, Klimtgasse 8a, Stranzenberggasse 14a                                                                                |
| 963                                                         | 1    | Datei hochladen | Gallgasse 2-4 Standort               | 1955–1956 | Rudolf Jarosch                                                                         | | 42        | Identadresse Speisinger Straße 41 |
| 1692                                                        | 1    | Datei hochladen | Gallgasse 71 Standort                | 1995–1996 | Bruno Echerer                                                                          | | 57        | Identadresse Fred-Liewehr-Gasse 3-21 |
| 968                                                         | 1    | Datei hochladen | Gemeindeberggasse 10-24 Standort     | 1956–1958 | Josef Wenzel, Rudolf Scherer                                                           | Zwei Steinzeugreliefs Ernteszenen von Gabriele Waldert | 68        | |
| 974                                                         | BW   | Datei hochladen | Gobergasse 62-72 Standort            | 1964–1965 | Friedrich Pangratz                                                                     | | 56        | Identadresse Jagicgasse 2-4 |
| 971                                                         | 1    | Datei hochladen | Hanselmayergasse 9-15 Standort       | 1958–1960 | Otto Artner                                                                            | Vogeltränkebrunnen aus mosaiziertem Naturstein von Andreas Urteil, Mosaikwandbild Häuser und Ballon – Die frohe Stadt von Hans Fabigan | 46        | Vogeltränke unter Denkmalschutz Identadresse Adolf-Lorenz-Gasse 2-6, August-Reuss-Gasse 8                                                                         |
| 949                                                         | 1    | Datei hochladen | Hetzendorfer Straße 164-182 Standort | 1941–1948 | Julius Bergmann, Wilhelm Hubatsch                                                      | | 82        | |
| 951                                                         | 1    | Datei hochladen | Hetzendorfer Straße 165-187 Standort | 1950–1952 | Julius Bergmann, Stephan A. Kraft, Rudolf Münch                                        | Acht Reliefs Bauarbeiter von Leopold Hohl und Richard Ruepp, Sgraffitowandbild Barockzeit und Gegenwart in Hetzendorf von Walter Harnisch | 211       | Identadresse Feldkellergasse 21-37, Atzgersdorfer Straße 4 |
| Steinitzhof 168 HERIS-ID: 48296 Objekt-ID: 51746            | 1    | Datei hochladen | Hietzinger Kai 7-9 Standort          | 1952–1955 | Viktor Adler                                                                           | Kunststeinplastik Mandolinenspieler von Wander Bertoni, Kunststeinplastik Ruhender Fischer von Heinz Leinfellner, Mosaikwandbild Kinder am Wienfluss von Rudolf Pleban, Sgraffito Die vier Elemente von Franz Klasek, Mosaikhauszeichen (Fischotter von Jakob Laub, Rehe von Hans Staudacher, Schafe von Rudolf Petrik, Marder von Heinz L. Maresch, Eichhörnchen von Hugo Franz Kirsch, Fasane von Ilse Pompe). Mosaikhauszeichen Igel von Oskar Schmal nicht mehr vorhanden. | 257       | Denkmalschutz Benannt nach Heinrich Steinitz Identadresse Auhofstraße 6.                                                                                          |
| 970                                                         | 1    | Datei hochladen | Himmelhofgasse 9-13 Standort         | 1956–1958 | Karl Molnar                                                                            | Majolikarelief Obsternte von Adele Stadler | 25        | |
| 977                                                         | 1    | Datei hochladen | Hochheimgasse 26 Standort            | 1969–1970 | Stefan Karabiberoff                                                                    | | 32        | |
| Wohnhausanlage Roter Berg 164                               | BW   | Datei hochladen | Horeischygasse 3-7 Standort          | 1948–1949 | Karl Raimund Lorenz, Franz Gomsi, Walter Foral, Friedrich Lehmann, Egon Karl Fridinger | | 107       | Identadresse Nothartgasse 60-64, Gogolgasse 45-49, Gogolgasse 46-52, Nothartgasse 36-52                                                                           |
| 976                                                         | 1    | Datei hochladen | Hummelgasse 56-64 Standort           | 1966–1968 | Josef Ludwig Kalbac                                                                    | Reliefpfeiler aus Steinzeug Die Stadt wächst hinaus von Angela Varga-Weiss | 60        | |
| 981                                                         | 1    | Datei hochladen | Jagdschloßgasse 40 Standort          | 1976–1978 | Max R. Gosch                                                                           | | 24        | |
| Franz-Rosenberger-Hof 167 HERIS-ID: 48285 Objekt-ID: 51733  | 1    | Datei hochladen | Lainzer Straße 109a-117 Standort     | 1950–1952 | Carl Machtlinger, Sepp Stein                                                           | Majolikahauszeichen Hirsch von Franz Zülow (eines von ursprünglich fünf), Dreifaltigkeitssäule (Anfang 18. Jhdt.) | 93        | Denkmalschutz Dreifaltigkeitssäule unter Denkmalschutz Benannt nach Franz Rosenberger (1928–1986), Gemeinderat                                                    |
| 1737 HERIS-ID: 80745 Objekt-ID: 94491                       | 1    | Datei hochladen | Lynkeusgasse 29-31 Standort          | 1929      | Viktor Reiter                                                                          | | 13        | Denkmalschutz Innerhalb der Siedlung Hermeswiese gelegen |
| 960                                                         | 1    | Datei hochladen | Montecuccoliplatz 1-3 Standort       | 1963–1965 | Rosa (Rosl) Weiser, Hans Bichler                                                       | | 110       | Identadresse Opitzgasse 29-31, Wattmanngasse 67, Hochheimgasse 24, Elisabethallee 69-79                                                                           |
| Heinrich-Hies-Hof 979                                       | 1    | Datei hochladen | Schluckergasse 1-13 Standort         | 1971–1972 | Ferdinand Gaisser, Adolf Illner                                                        | Mosaike Pflanzenmotive von Leopold Birstinger an den Stützmauern der Eingangsvordächer | 84        | Benannt nach Heinrich Hies (1934–2003), Gemeinderat |
| 982                                                         | 1    | Datei hochladen | Schrutkagasse 1-7 Standort           | 1981–1983 | Reinhard Medek, Manfred Nehrer                                                         | | 28        | Identadresse Tolstojgasse 2-6 |
| Hildegard-Burjan-Hof 304                                    | 1    | Datei hochladen | Speisinger Straße 46-48 Standort     | 1994–1995 | Walter Buck                                                                            | | 31        | Benannt nach Hildegard Burjan |
| 958                                                         | 1    | Datei hochladen | Speisinger Straße 47-53 Standort     | 1953–1954 | Rudolf Scherer, Armin Dolesch                                                          | | 82        | Identadresse Fehlingergasse 39, Fehlingergasse 44 |
| 980                                                         | 1    | Datei hochladen | Speisinger Straße 68 Standort        | 1976–1978 | Johann Pleyer                                                                          | | 14        | |
| Wanda-Lanzer-Hof 947 HERIS-ID: 48401 Objekt-ID: 51871       | 1    | Datei hochladen | Speisinger Straße 84-98 Standort     | 1928–1929 | Viktor Reiter                                                                          | | 97        | Denkmalschutz 2018 nach der Journalistin Wanda Lanzer benannt Identadresse Neukommweg 2, Neukommweg 1b, Neukommweg 2a, Neukommweg 1, Neukommweg 2b, Neukommweg 1a |
| 978                                                         | 1    | Datei hochladen | Speisinger Straße 100 Standort       | 1970–1971 | Albrecht F. Hrzan                                                                      | | 18        | |
| 954                                                         | 1    | Datei hochladen | Speisinger Straße 102 Standort       | 1952–1953 | Ludwig Schmid                                                                          | | 39        | |
| 964                                                         | 1    | Datei hochladen | Spohrstraße 19-31 Standort           | 1955–1958 | Edith Lessel                                                                           | Granitplastik Mutter mit Kind von Florian Josephu-Drouot | 169       | Identadresse Turgenjewgasse 1-5, Käthe-Leichter-Gasse 1-5, Käthe-Leichter-Gasse 2-6, Rossinigasse 1-3, Schrutkagasse 2-10, Schrutkagasse 9-11, Tolstojgasse 8-14  |
| 959                                                         | 1    | Datei hochladen | St.-Veit-Gasse 80 Standort           | 1953–1954 | Karl Schwarz                                                                           | | 32        | Identadresse Hietzinger Kai 109 |
| Leopold-Mayrhofer-Hof 311                                   | 1    | Datei hochladen | Steckhovengasse 20 Standort          | 1957–1959 | Franz Zajicek                                                                          | Mosaizierter Springbrunnen von Josef Seebacher | 48        | Brunnen unter Denkmalschutz Benannt nach Leopold Mayrhofer (1924–2000), Gemeinderat                                                                               |
| 975                                                         | 1    | Datei hochladen | Trauttmansdorffgasse 22-24 Standort  | 1969–1970 | Robert Tuma                                                                            | | 32        | |
| 967                                                         | BW   | Datei hochladen | Trazerberggasse 66-68 Standort       | 1956–1958 | Carl Wilhelm Schmidt                                                                   | Mosaikhauszeichen an den Eingängen: Wildenten und Wildgänse von Erhard Amadeus Dier, Maikäfer und Fische von Maria Kiraly, Korallenfische von Siegfried Fischer | 45        | Identadresse Horeischygasse 20-22, Schrutkagasse 49 |
| 955                                                         | 1    | Datei hochladen | Veitingergasse 129-135 Standort      | 1952–1953 | Hermann Kutschera, Otto Gruen                                                          | Mosaikhauszeichen: Möwe, Bussard und Kormoran von Maria Biljan-Bilger, Störche und Pelikan von Cäcilie Danzer, Uhu und Rebhuhn von Gerhard Henisch, Adler, Auerhahn und Falke von Adolf Wagner, Ente, Hahn, Wildente von Luise Wolf | 130       | Identadresse Gemeindeberggasse 3-17 |
| 983                                                         | 1    | Datei hochladen | Versorgungsheimstraße 19 Standort    | 1978–1980 | Kurt Keiter                                                                            | | 22        | Identadresse Anton-Langer-Gasse 2-6 |
| Rudolfine-Muhr-Hof 169                                      | 1    | Datei hochladen | Volkgasse 1-13 Standort              | 1954–1955 | Hans Fleischer, Friedl Grueber, Wilhelm Hubatsch                                       | Bronzeplastik Giraffe von Hannes Haslecker, Betonwand mit Mosaiken Aus dem Biedermeier von Ernst Paar, Wandbild mit Sonnenuhr Generationen von Hubert Tuttner | 216       | Benannt nach Rudolfine Muhr Identadresse Wattmanngasse 51-63, Hanselmayergasse 7, Elisabethallee 22-24                                                            |
| 972                                                         | 1    | Datei hochladen | Waldvogelstraße 2-8 Standort         | 1962–1964 | Alfred Dreier                                                                          | | 44        | |
| Elisabeth-Barbara-Parma-Hof 957                             | 1    | Datei hochladen | Waldvogelstraße 10-14 Standort       | 1953–1954 | Alois Tischer                                                                          | | 42        | Benannt nach Elisabeth Barbara Parma (1906–2009), Kindergartenleiterin                                                                                            |
| 953                                                         | 1    | Datei hochladen | Waldvogelstraße 18-24 Standort       | 1950–1951 | Franz Mörth, Otto Schönthal                                                            | | 203       | Identadresse Egon-Schiele-Gasse 2-8 |
| 969                                                         | 1    | Datei hochladen | Wattmanngasse 58-60 Standort         | 1957–1958 | Jaro Merinsky, Elisabeth Hofbauer-Lachner                                              | Natursteinplastik Schneckenpaar von Fred Gillesberger, Natursteinplastik Hockende von Robert Steiner an der Hauswand | 111       | Identadresse Wattmanngasse 66, Elisabethallee 30-34, Elisabethallee 24a, Elisabethallee 26                                                                        |
| Eduard-Schlesinger-Hof 165 HERIS-ID: 48394 Objekt-ID: 51861 | 1    | Datei hochladen | Wilhelm-Leibl-Gasse 2-4 Standort     | 1950–1951 | August Bauer                                                                           | | 19        | Denkmalschutz Benannt nach Eduard Schlesinger (1903–1988), Widerstandskämpfer Identadresse Seelosgasse 31                                                         |
| 950                                                         | 1    | Datei hochladen | Wolkersbergenstraße 10 Standort      | 1949      | Robert Zeidner                                                                         | | 7         | Identadresse Jakob-Stainer-Gasse 31-33 |

## Siedlungen
| Name / ID                                                            | Foto |                 | Adresse                        | Baujahr   | Architekt(en)                     | Kunstobjekte | Wohnungen | Anmerkungen |
| -------------------------------------------------------------------- | ---- | --------------- | ------------------------------ | --------- | --------------------------------- | --- | --------- | --- |
| Wohnsiedlung Lockerwiese 60 HERIS-ID: 48395 Objekt-ID: 51862         | 1    | Datei hochladen | Camillianergasse 1-35 Standort | 1928–1932 | Karl Schartelmüller               | Sgraffito Arbeitswelt von Georg Samwald (1929, 1949 vom Künstler wiederhergestellt)                                                                                            | 785       | Denkmalschutz Identadresse Faistauergasse 1-57, Eugen-Jettel-Weg 4-10, Eugen-Jettel-Weg 3-9, Engelhartgasse 5-47, Camillianergasse 2-40, Seelosgasse 2-18, Faistauergasse 2-132, Spitzweggasse 4-10, Josef-Schuster-Gasse 2-52, Versorgungsheimplatz 2, Spitzweggasse 3-9, Faistauergasse 63-143, Franz-Petter-Gasse 3-37, Franz-Petter-Gasse 4-30, Janneckgasse 3-35, Josef-Schuster-Gasse 1-59, Ranzenhofergasse 3-35, Ranzenhofergasse 4-46, Schirnböckgasse 3-39, Schirnböckgasse 4-28, Seelosgasse 1-29, Versorgungsheimstraße 56-68, Janneckgasse 4-30, Wilhelm-Leibl-Gasse 26-56, Zillehof 2-9, Wolkersbergenstraße 54-170, Wilhelm-Leibl-Gasse 53-61, Wilhelm-Leibl-Gasse 1-43, Egon-Schiele-Gasse 3-105, Versorgungsheimstraße 6-50 |
| Wohnhausanlage Kongresssiedlung 166 HERIS-ID: 73182 Objekt-ID: 86468 | 1    | Datei hochladen | Kalmanstraße 1 Standort        | 1951–1952 | Johann (Hans) Stöhr, Edith Lessel | Drei Natursteinmosaike Sommer, Herbst und Winter von Heinrich Tahedl, zwei Emailmalereien Apfel pflückendes Mädchen und Birnen pflückender Junge von Maria Schwamberger-Riemer | 251       | Denkmalschutz Identadresse Lainzerbachstraße 3-27, Kalmanstraße 1A, Kalmanstraße 1B, Kalmanstraße 1C, Kalmanstraße 4-12, Dr.-Schober-Straße 6-18, Kalmanstraße 1D |

## Ehemalige Gemeindebauten bzw. -siedlungen
| Name / ID                            | Foto |                 | Adresse                                                                              | Baujahr   | Architekt(en)                                                 | Kunstobjekte | Wohnungen | Anmerkungen |
| ------------------------------------ | ---- | --------------- | ------------------------------------------------------------------------------------ | --------- | ------------------------------------------------------------- | ------------ | --------- | --- |
| Werkbundsiedlung 61                  | 1    | Datei hochladen | Engelbrechtweg, Jagdschloßgasse, Jagicgasse, Veitingergasse, Woinovichgasse Standort | 1929–1932 | Josef Frank (Bauleitung), div. Architekten, siehe Artikellink |              | 48        | Alle noch erhaltenen Gebäude einzeln unter Denkmalschutz Ursprünglich ein Bau des Wiener Werkbundes, nach wirtschaftlichem Misserfolg von der Stadt Wien übernommen, nach 2010 an die WISEG ausgegliedert. |
| 984 HERIS-ID: 48345 Objekt-ID: 51801 | 1    | Datei hochladen | Veitingergasse 95-97 Standort                                                        | 1956–1957 | Heinrich Reitstätter                                          |              | 6         | Denkmalschutz Ersetzte ein kriegszerstörtes Haus der Werkbundsiedlung In den 2010er Jahren an die 2010 gegründete, gemeindeeigene WISEG ausgegliedert, fungiert nicht mehr als Wiener Gemeindebau.         |